# 浜田真輔
浜田真輔（はまだ しんすけ、1961年9月3日 - ）は、日本の政治家。和歌山市議会議員（2期）、元和歌山県議会議員（1期）。
20世紀末の和歌山市長選、参院選和歌山県選挙区でいずれも次点になるなど、20世紀末から21世紀初頭の和歌山県政界において国会議員にも匹敵するほどの一定の影響力を持った。

## 来歴
和歌山県生まれ。日本大学出身。10代のころから政治を好み、日大2年のとき、中西啓介の秘書になる。その後、1991年、若手の和歌山県議（自由民主党）になり、政治の道へ。1995年、旅田卓宗の後釜を争う和歌山市長選挙に新進党、公明党の推薦を得て立候補。自民党推薦の尾崎吉弘に対抗する勢力として有力候補として扱われた。しかし、自民の組織力に阻まれ惜しくも次点で惜敗した。自由党和歌山県連副幹事長だった1998年、世耕政隆の死去に伴う参院補選に和歌山県選挙区から政治団体「それ行け!和歌山県人の会」（自由党、民主党、改革クラブ推薦）で立候補、世耕弘成に対抗する有力候補として扱われたが、次点に終わった。2000年、和歌山県議会議員補欠選挙で当選。2003年、現職として臨んだ和歌山県議会議員選挙（和歌山市選挙区）で、保守新党公認で立候補したものの、浦口高典らに押し出される形で惜しくも次点で落選した。政党は自民党、新進党、自由党、保守党、保守新党に順次所属した。保守党和歌山県支部総連合会総務会長などを務めた。2014年8月10日投開票の和歌山市長選挙に立候補したが尾花正啓に敗れ落選。
2015年4月26日投開票の和歌山市議会議員選挙で当選。2019年4月21日投開票の同選挙で再選。2023年4月23日投開票の同選挙で3選。